# Pacem Dei Munus Pulcherrimum
Pacem Dei Munus Pulcherrimum é uma encíclica do Papa Bento XV, datada de 23 de maio de 1920, dedicada ao tema da paz e da reconciliação entre os cristãos.

## Outros projetos
- Wikiquote contem citações da Pacem Dei Munus Pulcherrimum